# 劉実
劉 実（りゅう じつ、1396年 - 1461年）は、明の官僚。字は嘉秀。本貫は吉安府安福県。

## 生涯
1430年（宣徳5年）、進士に及第した。1433年（宣徳8年）、翰林院庶吉士に選ばれた。正統初年、金華府通判に任じられた。旱魃の年にあって、劉実は租税の免除を請願し、売られた飢民の子女を買い戻した。母が死去したため、劉実は辞職して帰郷し、喪に服した。喪が明けると、順天府治中として起用された。
景泰年間、劉実は『宋元通鑑綱目』の編纂事業のため召し出された。劉実は性格が剛直で俗世と交わらず、おかしいと思ったところは貴顕高官に対しても遠慮しなかった。編纂事業にあたっても、同僚の担当部分に不当なところがあれば、大笑いしてその声が殿中に鳴り響いたため、人々は劉実を忌み嫌った。
天順初年、劉実は順天府治中の任にもどされた。1460年（天順4年）、南雄府知府に抜擢された。中央の宦官が監察のために南雄府に入り、公衆の面前で劉実を辱めようとした。民が競って前に出て劉実をかばったので、かえって宦官が恥をかかされることになった。宦官は劉実を召し出して謝罪させようとしたが、劉実は赴かなかった。宦官が南雄府を去って韶州府に入ると、韶州府の人に吹き込んで劉実を誣告させた。1461年（天順5年）、劉実は投獄された。獄中から上書して、英宗も心動かされ、劉実を釈放しようとした。しかし劉実は5月に獄中で死去した。享年は66。著書に『孝経集解』1巻・『小学集注』6巻があった。